# Mickey Wright
 (février 2020).
Si vous disposez d'ouvrages ou d'articles de référence ou si vous connaissez des sites web de qualité traitant du thème abordé ici, merci de compléter l'article en donnant les références utiles à sa vérifiabilité et en les liant à la section « Notes et références ».
Pour les articles homonymes, voir Wright.
Mary Kathryn Wright, dite Mickey Wright, née le 14 février 1935 à San Diego (Californie) et morte le 17 février 2020, est une  golfeuse américaine.

## Carrière
Mickey Wright est née à San Diego en Californie. Elle a remporté 82 tournois de la LPGA Tour au cours de sa carrière, ce qui constitue le deuxième meilleur total après Kathy Whitworth (88 victoires). Treize de ses victoires concernent des tournois de grand chelem, ce qui la place seconde au nombre de victoires en grand chelem derrière Patty Berg (15 victoires). Elle a été en tête de la money list quatre fois consécutivement entre 1961 et 1964 et elle est restée treize années dans le top 10, entre 1956 et 1969.
À 34 ans, en 1969, elle décide de prendre sa retraite sportive en raison de problèmes à un pied.